# Centre pénitentiaire de Béziers
Le centre pénitentiaire de Béziers ou centre pénitentiaire du Gasquinoy est une prison française située dans le département de l'Hérault en région Occitanie. Ce centre pénitentiaire peut accueillir jusqu'à 810 détenus.

## Histoire
L'ancienne maison d’arrêt ouverte en 1869, située dans le centre historique de Béziers, près de la cathédrale Saint-Nazaire avait des conditions de sécurité et d'hygiène difficiles, dues à la vétusté et la surpopulation carcérale. Le ministère de la Justice a alors souhaité la construction d'un centre pénitentiaire, dans le cadre d'un partenariat public-privé.

## Fonctionnement
L'établissement accueille uniquement des hommes. Le nombre de places est limité à 810, dont 417 places pour le quartier maison d'arrêt et 393 places pour le quartier centre de détention. En 2015, l'effectif est de 914 détenus, soit un taux d'occupation de 113 %, en hausse de 9 points par rapport à 2011. Il dispose d'une unité d'enseignement, d'activités de travail d'une capacité de 150 employés et de formation professionnelle d'une capacité de 62 places.

## Architecture
Les plans de la prison sont dessinés par l'agence d'architecture Valode et Pistre. Les travaux qui débutent le 22 août 2007 et durent 23 mois, sont confiés à la maîtrise d'ouvrage de Optimep4, filiale du groupe Eiffage.

### Fonds d'archives
- Etablissements pénitentiaires - Fonds de la préfecture (1806-1940).  Cote : 1 Y art. 1-379. Montpellier : Archives départementales de l'Hérault (présentation en ligne).